# 2546 Libitina
2546 Libitina este un asteroid din centura principală, descoperit pe 23 martie 1950 de Ernest Johnson.